# NGC 4414
NGC 4414 là một thiên hà dạng thấu kính không có thanh ngang hoặc là một thiên hà xoắn ốc cách xa khoảng 62 triệu năm ánh sáng ở chòm sao Hậu Phát. Đây là một thiên hà xoắn ốc có vân, với các đoạn ngắn của cấu trúc xoắn ốc nhưng không có các vòng xoắn ốc được xác định rõ ràng của một xoắn ốc thiết kế lớn. Năm 1974, một siêu tân tinh, SN 1974G, đã được quan sát và là siêu tân tinh duy nhất trong thiên hà này được ghi lại cho đến ngày 7 tháng 6 năm 2013 khi SN 2013df được phát hiện ở Magnitude 14.
Nó được chụp bằng Kính viễn vọng Không gian Hubble vào năm 1995, là một phần trong nhiệm vụ chính của HST để xác định khoảng cách tới các thiên hà, và một lần nữa vào năm 1999 như là một phần của dự án Hubble Heritage. Nó đã được một phần của một nỗ lực liên tục để nghiên cứu các ngôi sao biến đổi Cepheid của nó. Các cánh tay ngoài xuất hiện màu xanh lam do sự hình thành liên tục của các ngôi sao trẻ và bao gồm một biến màu xanh có thể phát sáng với độ tuyệt đối -10. 
NGC 4414 cũng là một thiên hà rất cô lập mà không có dấu hiệu của sự tương tác trong quá khứ với các thiên hà khác  và mặc dù không phải là một thiên hà sao băng gây ra một mật độ và độ phong phú của khí - cả nguyên tử và phân tử, trước đây mở rộng ra xa đĩa quang của nó.